# David Quiroz
Mario David Quiroz Villón (Guayaquil, 8 settembre 1982) è un ex calciatore ecuadoriano, di ruolo centrocampista.